# Bẫy thanh khoản
Bẫy thanh khoản là hiện tượng trong đó chính sách tiền tệ được nới lỏng bằng biện pháp giảm lãi suất để rồi lãi suất xuống thấp quá một mức nhất định, khiến cho mọi người quyết định giữ tài sản của mình dưới dạng tiền mặt và chính sách tiền tệ trở nên bất lực. Khi đó việc điều tiết chu kỳ kinh tế chỉ còn trông cậy vào chính sách tài khóa. Đây là một trong những lý luận của kinh tế học Keynes.

## Lý luận
Khi nền kinh tế vào pha suy thoái, ngân hàng trung ương sẽ nới lỏng chính sách tiền tệ bằng việc giảm lãi suất để kích thích tiêu dùng và kích thích đầu tư tư nhân dẫn tới tăng tổng cầu, thoát khỏi suy thoái. Tuy nhiên, nếu việc giảm lẫi suất là liên tục và xuống thấp quá mức thì, theo thuyết ưa chuộng tính thanh khoản, mọi người sẽ giữ tiền mặt chứ không gửi vào ngân hàng hay mua chứng khoán. Hậu quả là đầu tư tư nhân khó có thể được thúc đẩy vì ngân hàng không huy động được tiền gửi thì cũng không thể cho xí nghiệp vay và chứng khoán không bán được thì xí nghiệp cũng không huy động được vốn. Chính sách tiền tệ trở nên bất lực trong việc thúc đẩy đầu tư tư nhân và do đó là bất lực trong kích thích tổng cầu. Trong khi đó, chính sách tài khóa lúc thường vốn không phát huy được hiệu lực đầy đủ do hiện tượng lấn át (crowding out) thì lúc này lại phát huy đầy đủ hiệu lực do hiện tượng crowding out không còn (vì lãi suất thấp).
Kinh tế học Keynes cho rằng khi nền kinh tế rơi vào tình trạng này thì chỉ có cách sử dụng tích cực chính sách tài khóa (giảm thuế, tăng chi tiêu công cộng), tăng xuất khẩu ròng, khuyến khích tư nhân đầu tư để đổi mới công nghệ.
Cũng có quan điểm cho rằng chính sách tiền tệ không mất hoàn toàn hiệu lực mà vẫn có thể triển khai qua biện pháp giảm giá đồng tiền trong nước để kích thích xuất khẩu ròng, thực hiện mục tiêu lạm phát, biện pháp nới lỏng tiền tệ qua tăng trực tiếp lượng tiền cơ sở.

## Thực tiễn
Một số học giả kinh tế mà đại diện là Paul Krugman cho rằng kinh tế Nhật Bản sở dĩ trải qua thập kỷ mất mát chính là vì mắc vào cái bẫy thanh khoản. Để cứu nền kinh tế thoát khỏi tình trạng suy thoái do bong bóng bất động sản vỡ đầu thập niên 1990, Ngân hàng Nhật Bản đã nhiều lần hạ lãi suất và chần chừ nâng lãi suất, để rồi đi tới thực hiện chính sách vẫn được gọi là "chính sách lãi suất zero". Đầu tư tư nhân của Nhật Bản rơi vào tình trạng trì trệ suốt nhiều năm, và kinh tế Nhật Bản cũng trì trệ kéo dài cả thập kỷ. Sau đó, nhờ xuất khẩu hồi phục, nhờ thực hiện chính sách tiền tệ nới lỏng về mặt lượng (tăng trực tiếp lượng tiền cơ sở), nhờ thực hiện chính sách tài chính (nhiều lần thực hiện các gói biện pháp tổng hợp để kích cầu), kinh tế Nhật Bản cuối cùng cũng cơ bản thoát khỏi suy thoái từ năm 2002.